# 抱壁鬼
㧌壁鬼（台語：mo͘h piah kuí）是台灣民間傳說中的一種鬼魅，因為總是摸著牆壁行動且神出鬼沒嚇人而得名。

## 簡述
抱壁鬼是死後沒有前往陰間、處於陰陽交界的鬼魂，因此只能附於牆壁上、沿著牆壁走，會在黑暗中突然冒出來嚇人。

## 習俗
因為抱壁鬼的習性，台灣有著農曆七月時不可以靠近牆壁走或靠著牆壁休息的傳統禁忌，而台語中的抱壁鬼也衍伸出罵人突然冒出來嚇人一跳的意思。